# کولارووو (استان خاسکوو)
کولارووو (به بلغاری: Kolarovo) یک منطقهٔ مسکونی در بلغارستان است که در استان خاسکوو واقع شده‌است.